# Shanshan Feng
Shanshan Feng, född den 5 augusti 1989 i Guangzhou, är en kinesisk golfspelare.
Hon tog OS-brons i golf i samband med de olympiska golftävlingarna 2016 i Rio de Janeiro..